# Мадемуазель Дюваль
Мадемуазель Дюваль (фр. Mlle Duval; ок. 1718 — ок. 1775) — французская клавесинистка, певица и композитор.

## Биография и творчество
О происхождении, жизни и образовании мадемуазель Дюваль не сохранилось никакой информации; даже имя её неизвестно. Обрывочные сведения о ней встречаются в документах эпохи. Возможно, она была певицей и танцовщицей в Парижской опере. Сохранилось анонимное письмо 1736 года, в котором говорится, что Париж знал «талантливую Дюваль» под именем «Легенды», потому что она была незаконнорождённым ребёнком.
В 1736 году, когда её было 18 лет, состоялся её композиторский дебют: «героический балет» «Гении, или характеры Любви» (фр. Les Génies, ou Les caractères de l'Amour) на либретто Флёри де Лиона. Из посвящения следует, что покровителем мадемуазель Дюваль был принц Кариньяно. Произведение Дюваль стало второй оперой композитора-женщины, поставленной в Парижской опере (первой, в 1694 году, была «Цефал и Прокрис» Элизабет Жаке де ла Герр). Согласно отзыву, опубликованному в Mercure de France, мадемуазель Дюваль поразила публику тем, что сопровождала на клавесине всю оперу, «от увертюры до последней ноты». Один из критиков написал, что её музыка достойна «гармонии „Галантных Индий“ Рамо».
Впоследствии Дюваль регулярно выступала в Опере на вторых ролях; по всей видимости, около 1770 года ей было назначено денежное пособие. В последний раз её имя, в числе танцовщиц Оперы, упоминается в 1775 году.